# 광한루원
광한루원(廣寒樓苑)은 대한민국 전북특별자치도 남원시 천거동에 있는 정원이다. 천체 우주를 상징하여 조성한 우리나라의 대표적인 전통누원이다. 광한루를 중심으로 영주(한라산), 봉래(금강산), 방장(지리산) 등을 뜻하는 세 개의 삼신산이 있는 호수와 오작교가 있다. 오작교는 해마다 칠월칠석이면 견우와 직녀가 만난다는 안타까운 천상의 사랑을 춘향과 이몽룡을 통해 완성시킨 사랑의 다리이기도 하다. 2008년 1월 8일 대한민국 명승 제33호로 지정되었다.

## 연혁
- 1414년 조선 태종 14년 황희가 세운 민가의 광통루만 있었던 것이 효시다.
- 1444년 세종 26년 하동 부원군 정인지가 광통루를 광한루라고 이름을 고쳤다.
- 1582년 선조 15년 전라도 관찰사 정철은 은하수를 상징하는 연못을 파고 홍예 4틀로 된 길이 58m, 폭 2.6m의 오작교를 설치하고 못 속에는 삼신도를 조성하였다. 봉래도에는 목백일홍, 방장도에는 대나무를 심고, 영주도에는 영주각을 건립하였다.
- 1626년 인조 4년에 임진왜란 때 모두 소실된 것을 남원부사 신감이 재건하였다.
- 1795년 남원부사 이만길이 영주각 중수
- 1879년 고종 6년에는 큰들보를 고치고, 난간 설치
- 1931년 남원군수 백정기, 남원면장 양재영, 진사 이수봉 등이 광한루 정비 완료
- 1963년 남원군수 이화익이 광한루원 경역 확장 및 정비
- 1983년 7월 20일 사적 303호 지정
- 2008년 1월 8일 사적 303호 지정 해지, 명승 33호 지정[1]

## 시설

### 광한루
- 광한루는 조선시대 이름난 황희정승이 남원에 유배되었을 때 지은 것으로 처음엔 광통루(廣通樓)라 불렀다고 한다. 광한루(廣寒樓)라는 이름은 세종 16년(1434) 정인지가 고쳐 세운 뒤 바꾼 이름이다. 지금 있는 건물은 정유재란 때 불에 탄 것을 인조 16년(1638) 다시 지은 것으로 부속건물은 정조 때 세운 것이다.
- 규모는 앞면 5칸·옆면 4칸이며 지붕은 옆면에서 볼 때 여덟 팔(八)자 모양을 한 팔작지붕이다. 누마루 주변에는 난간을 둘렀고 기둥 사이에는 4면 모두 문을 달아 놓았는데, 여름에는 사방이 트이게끔 안쪽으로 걸 수 있도록 해 놓았다. 또한 누의 동쪽에 있는 앞면 2칸·옆면 1칸의 부속건물은 주위로 툇마루와 난간을 둘렀고 안쪽은 온돌방으로 만들어 놓았다. 뒷면 가운데 칸에 있는 계단은 조선 후기에 만든 것이다.
- 춘향전의 무대로도 널리 알려진 곳으로 넓은 인공 정원이 주변 경치를 한층 돋구고 있어 한국 누정의 대표가 되는 문화재 중 하나로 손꼽히고 있다.

### 청허부
- 지상의 사람들이 천상의 세계를 꿈꾸며 달나라를 즐기기 위해 지은 것으로 달이 뜨는 동쪽을 향해 있는 수중누각이다. 춘향제 행사의 주요 무대로 사용되고 있다.

### 춘향사당
- 춘향의 정신을 기리기 위해 만든 사당으로 광한루의 동쪽, 절개를 상징하는 대나무 숲 속에 있다. '단심'이라 쓰여진 대문을 들어서면 '열녀 춘향사'란 현판이 걸려 있고 사당안에는 이당 김은호 화백이 그린 춘향의 영정이 있다. 춘향묘는 전라북도 남원시 주천면 호경리에 있다.

### 완월정
- 완월정은 지상 사람들이 천상의 세계를 꿈꾸며 달나라를 상상해 축조한 수중 정자이다. 춘향제 무대로도 활용된다.

### 월매집
- 춘향과 이몽룡이 백년가약을 맺은 부용당과 행랑채를 재현해 놓은 월매집은 당시 생활상을 알 수 있게 밀랍인형과 생활도구들을 전시해 놓았다. 또한 사랑의 동전던지기대와 장원급제 기원단이 있다.

### 춘향관
- 1992년 완성했으며, 박남재 화백이 그린 유화 9폭의 춘향 일대기와 당시 생활상을 보여주는 서화류, 장신구, 서책 등이 전시되어 있다.

## 같이 보기
- 춘향전
- 춘향가